# Холм (гміна)
Гміна Холм (пол. Gmina Chełm) — сільська гміна у східній Польщі. Належить до Холмського повіту Люблінського воєводства. Адміністрація гміни розташована у селі Покровці.
Станом на 31 грудня 2011 у гміні проживало 13773 особи.

## Площа
Згідно з даними за 2007 рік площа гміни становила 221.82 км², у тому числі:
- орні землі: 67,00%
- ліси: 20,00%

Таким чином, площа гміни становить 12,46% площі повіту.

## Населення
Станом на 31 грудня 2011:
| Опис     | Загалом | Загалом | Чоловіки | Чоловіки | Жінки | Жінки |
| -------- | ------- | ------- | -------- | -------- | ----- | ----- |
| одиниця  | осіб    | %       | осіб     | %        | осіб  | %     |
| все      | 13773   | 100     | 6759     | 49.07    | 7014  | 50.93 |
| міське   | 0       | 100     | 0        |          | 0     |       |
| сільське | 13773   | 100     | 6759     | 49.07    | 7014  | 50.93 |

## Сусідні гміни
Гміна Холм межує з такими гмінами: Вербиця, Дорогуськ, Камінь, Лісневичі, Рейовець, Руда Гута, Савін, Селище, Сенниця-Ружана.

## Історія
Сільська гміна Холм з адміністративним центром у Покровці, виникла у 1973 р. — до її складу увійшли дві колишні гміни: Кривички і Став (до 1870 р. — Стовп'я).
За даними Варшавського статистичного комітету у гміні Кривички в 1909 р. мешкало 11,3 тис. осіб, у тому числі 50,4% православних і 32,3% римо-католиків (у 1905 р.: 47,3% православних і 28,2% римо-католиків). У гміні Став у 1909 р. мешкало 12,6 тис. осіб, у тому числі 41,6% православних і 33,6% римо-католиків (у 1905 р.: 41,5% православних і 33% римо-католиків).